# DNP3
DNP3 – protokół komunikacyjny (Distributed Network Protocol version 3) stosowany w elektroenergetycznych Systemach Sterowania i Nadzoru (SSiN). Jest jednym z najczęściej wykorzystywanych protokołów w Krajowym Systemie Elektroenergetycznym. Protokół sieci dystrybucyjnej (tak brzmi w polskim tłumaczeniu DNP), jest wykorzystywany do sterowania, komunikacji i przesyłu danych między systemami sterowania (nadzoru) używanymi w elektroenergetyce a urządzeniami znajdującymi się w stacjach elektroenergetycznych.
Głównym obszarem zastosowań jest komunikacja stacji nadrzędnych z podrzędnymi w hierarchii serwer stacji roboczych dyspozytorów → sterownik stacyjny (RTU) → IED w trybie niezrównoważonym. Zrównoważenie można osiągnąć dzięki uruchomieniu tzw. odpowiedzi spontanicznych (unsolicited response), które jednak rzadko znajdują zastosowanie.
Opracowany w 1991 r. a opublikowany w 1993 r. przez grupę roboczą zrzeszającą zainteresowanych producentów (DNP3 Users Group). Oparty na specyfikacji IEC 60870-5-1 i IEC 60870-5-2 obejmuje funkcje dopracowanych później IEC60870-5-101 IEC60870-5-103 stanowi niejako ich "prywatny" odpowiednik. Robocza wersja oznaczona została DNP V3.00, ale dotychczas nie została zaktualizowana i zwyczajowo stosuje się nazwę DNP 3.0.
Specyfikacja obejmuje głównie warstwę łącza danych i aplikacji według modelu OSI, ale też szczątkowo warstwę transportową (pseudotransportową) i zalecenia odnośnie do medium fizycznego.
Charakterystyczne dla specyfikacji protokołu są:
- Biblioteka obiektów definiująca klasy danych (pomiar, sygnał bitowy, wyjście przekaźnikowe, cecha czasu).
- Poziomy implementacji określające zdefiniowane zakresy klas danych dla zapewnienia kompatybilności pomiędzy urządzeniami różnych producentów.
- IIN (internal indications); 16 bitów statusu stacji Slave.

Po raz pierwszy zastosowany w sterownikach firmy GE-Harris z Kanady i w ten sposób zadomowiony w Ameryce Północnej i Południowej, krajach byłego Związku Radzieckiego, a także w Polsce.